# Barydesmus chapini
Barydesmus chapini är en mångfotingart som först beskrevs av Hoffman 1953.  Barydesmus chapini ingår i släktet Barydesmus och familjen Platyrhacidae. Inga underarter finns listade i Catalogue of Life.